# Staro Slano
Staro Slano (en serbe cyrillique : Старо Слано) est un village de Bosnie-Herzégovine. Il est situé sur le territoire de la ville de Trebinje et dans la république serbe de Bosnie. Selon les premiers résultats du recensement bosnien de 2013, il compte 23 habitants.

## Géographie
Le village est situé sur les bords de la Trebišnjica, un cours d'eau qui débouche pour une part dans la mer Adriatique et se jette pour une autre part dans la Neretva.
Il est entouré par les localités suivantes :
| Lug |                  | Grbeši              |
| Lug | Staro Slano      | Grbeši Donja Kočela |
|     | Petrovići Jušići |                     |

## Histoire
Sur le territoire du village se trouve une nécropole remontant au Moyen Âge et abritant des stećci, un type particulier de tombes médiévales ; l'ensemble est inscrit sur la liste provisoire des monuments nationaux de Bosnie-Herzégovine.

## Démographie

### Évolution historique de la population dans la localité
| 1948 | 1953 | 1961 | 1971 | 1981 | 1991 | 2013 |
| ---- | ---- | ---- | ---- | ---- | ---- | ---- |
| -    | -    | 65   | 51   | 39   | 31   | 23   |

|  |

### Répartition de la population par nationalités (1991)
En 1991, les 31 habitants du village étaient tous serbes.